# Замошня
Замошня (раніше Замошшя) — колишнє село в Україні, за 22 км від ЧАЕС, неподалік впадіння річки Ілля у річку Уж, в Іванківському районі Київської області.
У XIX ст. була західною частиною села Глинна, 1900 року вже виділена як окреме поселення. Населення села становили виключно старообрядці, населення 1900 року становило 611 осіб.
У селі існував жіночий монастир з церквою Казанської ікони Божої Матері, де жило до 10 черниць. За 8 верст існував заснований 1805 року чоловічий монастир з церквою Різдва Христового та каплицею Димитрія Мироточивого (храми звели 1829 року).
За даними 1968 року, населення села становило 240 осіб. Село було центром сільради (до 1980-х років), пізніше підпорядковувалося Корогодській сільській раді. До аварії на ЧАЕС підпорядковувалося Чорнобильському району. 
У селі діяли восьмирічна школа, клуб та бібліотека.
Напередодні аварії на ЧАЕС у селі мешкало 138 мешканців, було 71 дворів. Мешканці села після аварії на ЧАЕС були відселені у село Луб'янка (Бучанський район).
Після аварії на станції 26 квітня 1986 село було відселене внаслідок сильного забруднення. Офіційно зняте з обліку 1999 року за відсутністю жителів. Після Чорнобильської катастрофи село увійшло до 30-кілометрової зони відчуження.
У селі збереглася церква Казанської ікони Божої Матері побудови 1898 року та старообрядницький цвинтар. Церква наразі реставрується.
З кінця лютого до 1 квітня 2022 року село було окуповане російськими військами.